# ألكساندر سادوفنيكوف
ألكساندر سادوفنيكوف (بالروسية: Садовников, Александр Сергеевич)‏ (مواليد 21 سبتمبر 1996) هو سبّاح روسي، مثّل بلاده في الألعاب الأولمبية الصيفية 2016.

## روابط خارجية
ألكساندر سادوفنيكوف على موقع الاتحاد الدولي للسباحة (الإنجليزية)
- ألكساندر سادوفنيكوف على موقع أوليمبيديا (الإنجليزية)